# Gran Premio motociclistico di Francia 1969
Il Gran Premio motociclistico di Francia fu il sesto appuntamento del motomondiale 1969.
Si svolse il 18 maggio 1969 sul circuito di Le Mans. Corsero tutte le classi meno la 350.
In 500 Giacomo Agostini spadroneggiò sin dalle prove, e ottenne l'ennesima vittoria: doppiati tutti gli altri concorrenti.
La gara della 250 vide la vittoria di Santiago Herrero davanti a Rodney Gould e Kent Andersson. La Benelli, per sostituire Renzo Pasolini infortunatosi una settimana prima, schierò Walter Villa (ritirato) e Eugenio Lazzarini (settimo).
In 125 il ritiro di quasi tutti i favoriti per problemi meccanici diede la vittoria a Jean Auréal: quella del francese fu la prima vittoria transalpina in un GP dal 1954.
Terza vittoria consecutiva per Aalt Toersen nella 50.
Nei sidecar, vittoria e giro più veloce per l'URS 4 cilindri di Helmut Fath.

## Classe 500

### Arrivati al traguardo
| Pos. | Pilota              | Moto      | Tempo        | Punti |
| ---- | ------------------- | --------- | ------------ | ----- |
| 1    | Giacomo Agostini    | MV Agusta | 1h 16' 53" 2 | 15    |
| 2    | Billie Nelson       | Paton     | +1 giro      | 12    |
| 3    | Karl Auer           | Matchless | +1 giro      | 10    |
| 4    | Theo Louwes         | Norton    | +1 giro      | 8     |
| 5    | Godfrey Nash        | Norton    | +1 giro      | 6     |
| 6    | Gyula Marsovszky    | LinTo     | +2 giri      | 5     |
| 7    | André-Luc Appietto  | Paton     | +2 giri      | 4     |
| 8    | Steve Ellis         | LinTo     | +2 giri      | 3     |
| 9    | Dan Shorey          | Seeley    | +3 giri      | 2     |
| 10   | Walter Scheimann    | Norton    | +3 giri      | 1     |
| 11   | Jean-Claude Costeux | Aermacchi |              |       |
| 12   | Patrick Lefevre     | Norton    |              |       |
| 13   | Jean-Pierre Naudon  | Matchless |              |       |
| 14   | Thierry Tchernine   | Velocette |              |       |

### Ritirati
| Pilota            | Moto      | Motivo ritiro |
| ----------------- | --------- | ------------- |
| Bosse Granath     | Seeley    |               |
| Jack Findlay      | LinTo     |               |
| Angelo Bergamonti | Paton     |               |
| Keith Turner      | LinTo     |               |
| Percy Tait        | Triumph   |               |
| Robin Fitton      | Norton    |               |
| Kel Carruthers    | Aermacchi |               |
| Alberto Pagani    | LinTo     |               |

## Classe 250

### Arrivati al traguardo
| Pos. | Pilota            | Moto            | Tempo      | Punti |
| ---- | ----------------- | --------------- | ---------- | ----- |
| 1    | Santiago Herrero  | OSSA            | 1h 00' 36" | 15    |
| 2    | Rodney Gould      | Yamaha          | +42" 4     | 12    |
| 3    | Kent Andersson    | Yamaha          | +1' 21" 3  | 10    |
| 4    | László Szabó      | MZ              | +1' 22" 5  | 8     |
| 5    | Angelo Bergamonti | Aermacchi       | +1' 26" 3  | 6     |
| 6    | Frank Perris      | Suzuki          | +1' 28" 4  | 5     |
| 7    | Eugenio Lazzarini | Benelli         |            | 4     |
| 8    | Jean Auréal       | Yamaha          |            | 3     |
| 9    | Christian Ravel   | Yamaha          |            | 2     |
| 10   | Börje Jansson     | Kawasaki-Yamaha |            | 1     |

## Classe 125

### Arrivati al traguardo
| Pos | Pilota                | Moto     | Tempo     | Punti |
| --- | --------------------- | -------- | --------- | ----- |
| 1   | Jean Auréal           | Yamaha   | 56' 06" 2 | 15    |
| 2   | Dave Simmonds         | Kawasaki | +1' 00" 6 | 12    |
| 3   | Ginger Molloy         | Bultaco  | +1' 30" 9 | 10    |
| 4   | Jacques Roca          | Derbi    | +1' 41" 9 | 8     |
| 5   | Jean-François Chaffin | Villa    | +1' 45" 7 | 6     |
| 6   | Pierre Viura          | Maico    | +1' 46" 1 | 5     |
| 7   | Daniel Crivello       | Maico    |           | 4     |
| 8   | Tommy Robb            | Bultaco  |           | 3     |
| 9   | Jean Campiche         | Honda    |           | 2     |
| 10  | Jim Curry             | Honda    |           | 1     |

## Classe 50

### Arrivati al traguardo
| Pos | Pilota               | Moto     | Tempo     | Punti |
| --- | -------------------- | -------- | --------- | ----- |
| 1   | Aalt Toersen         | Kreidler | 35' 37" 4 | 15    |
| 2   | Ángel Nieto          | Derbi    | +20" 5    | 12    |
| 3   | Paul Lodewijkx       | Jamathi  | +1' 45" 6 | 10    |
| 4   | Gilberto Parlotti    | Tomos    | +1' 49" 6 | 8     |
| 5   | Rudolf Kunz          | Kreidler | +2'       | 6     |
| 6   | Barry Smith          | Derbi    | +2' 02"   | 5     |
| 7   | Jacques Roca         | Derbi    |           | 4     |
| 8   | Ludwig Faßbender     | Kreidler |           | 3     |
| 9   | Janko-Florijan Štefe | Tomos    |           | 2     |
| 10  | Charly Dubois        | Kreidler |           | 1     |

## Classe sidecar

### Arrivati al traguardo
| Pos | Pilota            | Passeggero         | Moto   | Tempo     | Punti |
| --- | ----------------- | ------------------ | ------ | --------- | ----- |
| 1   | Helmut Fath       | Wolfgang Kalauch   | URS    | 53' 44" 7 | 15    |
| 2   | Georg Auerbacher  | Hermann Hahn       | BMW    | +1' 02" 2 | 12    |
| 3   | Siegfried Schauzu | Horst Schneider    | BMW    |           | 10    |
| 4   | Franz Linnarz     | Rudolf Kühnemund   | BMW    | +1 giro   | 8     |
| 5   | Arsenius Butscher | Josef Huber        | BMW    | +1 giro   | 6     |
| 6   | Max Hauri         | Heinz Hausamann    | BMW    | +2 giri   | 5     |
| 7   | Dick Hawes        | John Mann          | Seeley |           | 4     |
| 8   | Joseph Duhem      | François Fernandez | BMW    |           | 3     |
| 9   | André Cailletet   | Jean-Paul Coquic   | BMW    |           | 2     |
| 10  | Stuart Applegate  | Rob Appleton       | BMW    |           | 1     |